# (135) Hertha
(135) Hertha – planetoida z pasa głównego asteroid.

## Odkrycie
Została odkryta 18 lutego 1874 roku w Clinton położonym w hrabstwie Oneida w stanie Nowy Jork przez Christiana Petersa. Nazwa planetoidy pochodzi od Nerthus bogini germańskiej zwanej też Herthą.

## Orbita
Okrąża Słońce w ciągu 3 lat i 287 dni w średniej odległości 2,43 j.a. (135) Hertha należy do rodziny planetoidy Nysa.